# Alejandro Álvarez
Manuel Alejandro Álvarez Jofre (né le 9 février 1868 à Ovalle eu Chili et mort le 17 juillet 1960 à Paris 9e) est un juriste et diplomate chilien.

## Biographie
En 1892, Alejandro Álvarez termine ses études de droit au Chili, et soutient six ans plus tard une thèse de doctorat à Paris. De 1906 à 1912, il est conseiller juridique auprès du ministère des Affaires étrangères chilien. Il est également membre de la Cour permanente d'arbitrage de 1907 à 1920. Pendant l'entre-deux-guerres, il représente son pays dans différentes conférences internationales. Il siège à la Cour internationale de justice de 1946 à 1955. Il était membre de l'Institut de France, de l'Académie royale des sciences morales et politiques et de l'Institut de droit international. Il fut par ailleurs l'un des trois fondateurs de l'Institut des hautes études internationales de l'Université de Paris, en 1921.

## Œuvres
- Le continent américain et la codification du droit international, Paris, Les Éditions internationales, 1938
- Méthodes de la codification du droit international public, Paris, Les Éditions internationales, 1947
- Le droit international nouveau, Paris, Dalex, 1960